# Crosslandia viridis
Crosslandia viridis is een slakkensoort uit de familie van de Scyllaeidae. De wetenschappelijke naam van de soort is voor het eerst geldig gepubliceerd in 1902 door Eliot.